# FOLLOW ME UP
『FOLLOW ME UP』（フォローミーアップ）は、坂本真綾の9枚目のオリジナルアルバム。2015年9月30日にFlyingDogから発売された。

## 概要
- 前作『シンガーソングライター』から2年半ぶりとなるオリジナルアルバム。アルバム全体としてはトリビュート盤『REQUEST』から5ヶ月ぶりとなる。
- 今作はデビュー20周年プロジェクトの中で制作されたアルバムであり、タイトルは2015年4月にさいたまスーパーアリーナにて開催された『坂本真綾 20周年記念LIVE "FOLLOW ME"』の流れをくむ「FOLLOW ME UP」となっている[1]。
- 前作後に発売のシングル表題曲のうち、「色彩」（「幸せについて私が知っている5つの方法」との両A面曲）以外の5曲を収録。
- 累計出荷枚数は2.2万枚。

## 楽曲解説
FOLLOW ME
自身が作詞・作曲を手がけたナンバー。サウンドプロデュースは渡辺善太郎が担当。
本人曰く「この曲はもともとアルバムの表題曲にしようと思って作ったわけではなくて。わりと力を抜いて、ただ自分が心地いいと思うもの、アクの強いアルバムの中で緩衝剤になるような曲をと思って作った曲なんです」「曲は早めに作ってたんですけど、歌詞はアルバムがほとんど完成した頃に書き始めたんです。だから自然と、アルバムを総括するような気持ちがあったというか。でも今回はそういうまとめもいらないと思っていたし、ライブでも「“FOLLOW ME”は付いてこい！という意味じゃなくて、フォローよろしくね程度のものですよ」って言ってたんですけど、今なら自然に「おいでよ！」と明確にオーディエンスに向けての歌詞が書けるかなと思って。そういう歌詞は書いたことがなかったし、「FOLLOW ME」というライブを経てのこのアルバムという流れの中で、「FOLLOW ME」をテーマに1曲書くのもいいかなと思った」とのこと。
歌詞中に登場する「わたしに残されてる時間はあとどれくらいかな」というフレーズについては、「今が当たり前に続いていくわけではないという思いはずっとあるので、「永遠には続かない」とも書いていますけど、やっぱり行けば行くだけ前に進めると無責任には言えないんですよね。いつかは終わりが来るかもしれないし、その先にどんなことがあるかわからないけど、とりあえず私は行きますっていう。そこが私の……単純に「FOLLOW ME」とは言い切れない（笑）、性分なんでしょう」と絶賛した。
さなぎ
ROUND TABLEの北川勝利が作曲・編曲したナンバー。
本人曰く「今回もアルバムのために何曲もデモを聴かせてくれて、そのどれもが素晴らしかったんですけど、この曲はなんとなく「いつもの北川さんっぽくないな」と感じて。そこが新鮮でいいなと思ったのと、このアルバム全体で見ても意外とないラインだったのでこの曲を選びました。北川さんは根っからのいい人で、それが音楽にも出ていると思うんです。常にポジティブ感が伝わってくる。だけどこの曲は、ちょっとやさぐれているというか」とのこと。
アルコ
アニメ映画『コードギアス 亡国のアキト』新主題歌。
坂本が長年のコラボレーターである菅野よう子、岩里祐穂と組んだアルバム唯一の曲である。本作のためではなく、コードギアスのために作られた楽曲であるが、本人は、菅野のプロデュースした曲がないと20周年記念アルバムらしくないということで、アルバムに収録することを決めた。
これから
劇場版『たまゆら〜卒業写真〜』主題歌。2015年4月1日に配信限定シングルとしてもリリースされた。
さいたまアリーナで行われた20周年記念コンサートで初披露された。本人曰く「「たまゆら」のための曲ではありつつも、さいたまスーパーアリーナのステージで歌うことをイメージして作ったんです。1番をピアノのみで歌って、2番で過去の映像を出してというところまで」「それが実現できたのもよかったし、自分にとって過去と今後をつなぐ曲になったので、すごく気に入っています」とのこと。
Waiting for the rain
TVアニメ『学戦都市アスタリスク』エンディングテーマ。
2015年5月に開催されたラスマス・フェイバーのライブにゲストとして参加した後、坂本が彼から本曲のボーカルを依頼された。
フェイバーによる歌詞・作曲、完全に英語である。
ロードムービー
かの香織が作曲した楽曲で、「雨が降る」（2008年10月発売のシングル）、「みずうみ」（2011年1月発売のアルバム『You can't catch me』収録）に続く3曲目となっている。
本人曰く「アルバムのためにいろんな方からデモをいただいた中で、最初に「これはアルバムに入れたい」と決めたのがこの曲なんですよ。大人っぽくて女性的で、今の自分の年齢感にフィットする感じがあったのと……どこか不思議な感じがしたんです。明るいとも暗いとも言えないムードで、歌うのが難しそうなところに惹かれて。サビに向かって盛り上がるのに、キーは低いところに行くんですよ」とのこと。
That is To Say
h-wonderとタッグを組んで制作した楽曲で、「ループ」（2005年5月発売のシングル）や「スピカ」（2006年6月発売のシングル「風待ちジェット/スピカ」収録）に続く3曲目となっている。

## 収録曲
| #         | タイトル                                | 作詞         | 作曲                         | 編曲                                                                                       | 時間  |
| --------- | --------------------------------------- | ------------ | ---------------------------- | ------------------------------------------------------------------------------------------ | ----- |
| 1.        | 「FOLLOW ME」                           | 坂本真綾     | 坂本真綾                     | 渡辺善太郎 コーラスアレンジ：坂本真綾・渡辺善太郎                                          | 5:08  |
| 2.        | 「Be mine!」                            | 坂本真綾     | the band apart               | 江口亮（Stereo Fabrication of Youth）・the band apart ストリングスアレンジ：江口亮・石塚徹 | 4:02  |
| 3.        | 「さなぎ」                              | 坂本真綾     | 北川勝利（from ROUND TABLE） | 北川勝利（from ROUND TABLE） ストリングスアレンジ：牧野洋司                                | 4:24  |
| 4.        | 「SAVED.」                              | 鈴木祥子     | 鈴木祥子                     | 山本隆二                                                                                   | 5:18  |
| 5.        | 「東京寒い」(坂本真綾・コーネリアス)    | 坂本慎太郎   | 小山田圭吾（コーネリアス）   | 小山田圭吾（コーネリアス）                                                                 | 5:03  |
| 6.        | 「アルコ」                              | 岩里祐穂     | 菅野よう子                   | 菅野よう子                                                                                 | 5:40  |
| 7.        | 「幸せについて私が知っている5つの方法」 | 岩里祐穂     | Rasmus Faber                 | Rasmus Faber                                                                               | 4:40  |
| 8.        | 「はじまりの海」                        | 大貫妙子     | 大貫妙子                     | 森俊之                                                                                     | 3:57  |
| 9.        | 「これから」                            | 坂本真綾     | 坂本真綾                     | 河野伸 コーラスアレンジ：坂本真綾                                                          | 5:16  |
| 10.       | 「Waiting for the rain」                | Rasmus Faber | Rasmus Faber                 | Rasmus Faber ストリングスアレンジ：Rasmus Faber・Martin Persson                            | 4:24  |
| 11.       | 「ロードムービー」                      | 岩里祐穂     | かの香織                     | 渡辺善太郎 コーラスアレンジ：かの香織                                                      | 5:24  |
| 12.       | 「That is To Say」                      | 坂本真綾     | h-wonder                     | h-wonder                                                                                   | 4:53  |
| 13.       | 「レプリカ」                            | 坂本真綾     | 内澤崇仁（androp）           | 内澤崇仁（androp） ストリングスアレンジ：内澤崇仁・石塚徹                                  | 4:00  |
| 14.       | 「かすかなメロディ」                    | 坂本慎太郎   | さかいゆう                   | 河野伸                                                                                     | 4:40  |
| 15.       | 「アイリス」                            | 坂本真綾     | 坂本真綾                     | 鈴木祥子 ホーンアレンジ:鈴木祥子・山本拓夫 コーラスアレンジ：坂本真綾・鈴木祥子            | 5:07  |
| 合計時間: | 合計時間:                               | 合計時間:    | 合計時間:                    | 合計時間:                                                                                  | 71:56 |

DVD（初回限定盤のみ）
1. 「はじまりの海」「レプリカ」「Be mine!」「幸せについて私が知っている5つの方法」MUSIC CLIP

## 参加ミュージシャン
| FOLLOW ME - Drums：河村"カースケ"智康 - Strings：村田泰子ストリングズ - All Other Instruments：渡辺善太郎 - Background Vocal：坂本真綾 Be Mine! - Drums：木暮栄一（from the band apart） - E.Bass：原昌和（from the band apart） - Guitar：荒井岳史（from the band apart）・川崎亘一（from the band apart） - Synthesizer Programming＆Keyboards：江口亮（Stereo Fabrication of Youth） - Tambourine：渡部“P×O×N”寛之 - Strings：徳永友美Strings - Background Vocal：坂本真綾 さなぎ - Drums：村石雅行 - E.Bass：千ヶ崎学 - E.Guitar：松江潤・北川勝利（ROUND TABLE） - A.Piano：末永華子 - Synthesizer Programming：北川勝利（ROUND TABLE）・acane_madder - Strings：金原千恵子ストリングズ - Background Vocal：坂本真綾 SAVED. - Drums：矢部浩志（MUSEMENT） - E.Bass：沖山優司 - Guitar：設楽博臣 - Synthesizer Programming,A.Piano,Hammond Organ,Celesta＆Tambourine：山本隆二 - Strings：真部裕ストリングズ - Background Vocal：坂本真綾 東京寒い - Music Produce：小山田圭吾（コーネリアス） - Vocal＆Background Vocal：坂本真綾 - Synthesizer Programming：美島豊明 アルコ - Drums：佐野康夫 - Keyboards＆A.Piano：菅野よう子 - Synthesizer Programming：浦田恵司・坂元俊介 - Strings：室屋光一郎ストリングズ - Background Vocal：坂本真綾 幸せについて私が知っている5つの方法 - E.Bass：Mad Midget - Guitar：Jimmy Wahlsteen - Synthesizer Programming＆Keyboards：Rasmus Faber - Strings：Claudia Bonfiglioli - Background Vocal：坂本真綾 はじまりの海 - Drums：林立夫 - E.Bass：鈴木正人 - Guitars：小倉博和 - Synthesizer Programming,A.Piano,Fender Rhodes＆Organ：森俊之 - Shaker：Lemmy Castro - Background Vocal：大貫妙子・坂本真綾 | これから - W.Bass：竹下欣伸 - A.Guitar：古川昌義 - Synthesizer Programming＆A.Piano：河野伸 - Percussion＆Glockenspiel：三沢泉 - Flute：高桑英世 - Harp：田口裕子 - Strings：真部裕ストリングズ - Background Vocal：坂本真綾 Waiting for the rain - Drums：JR Robertson - Synthesizer Programming＆Keyboards：Rasmus Faber - Strings：Martin Persson・Claudia Bonfiglioli・Andrel Power・Fredrik Syberg - Background Vocal：坂本真綾 ロードムービー - Drums：佐野康夫 - E.Bass：沖山優司 - All Other Instruments：渡辺善太郎 - Background Vocal：坂本真綾 That is To Say - Drums：佐野康夫 - W.Bass：鈴木正人 - A.Guitar：石成正人 - A.Piano：扇谷研人 - Synthesizer Programming：h-wonder レプリカ - Drums：河村"カースケ"智康 - E.Bass：吉田一郎 - Strings：徳永友美ストリングズ - All Other Instruments：内澤崇仁（androp） - Background Vocal：坂本真綾 かすかなメロディ - Drums：佐野康夫 - W.Bass：渡辺等 - Guitars：古川望 - Fender Rhodes＆A.Piano：河野伸 - Trombone：村田陽一・辻冬樹 - B.Trombone：菅坂雅彦・奥村晶 - Background Vocal＆Whistle：坂本真綾 アイリス - Sound Produce,Drums＆A.Piano：鈴木祥子 - Cello：多井智紀 - Oboe：庄司さとし - Clarinet：近藤千花子 - Horn：藤田乙比古 - Basset Horn：十亀正司 - Contra Fagotto：笹崎雅道 - Conductor：山本拓夫 - Background Vocal：坂本真綾・鈴木祥子 |